# Šťastné číslo

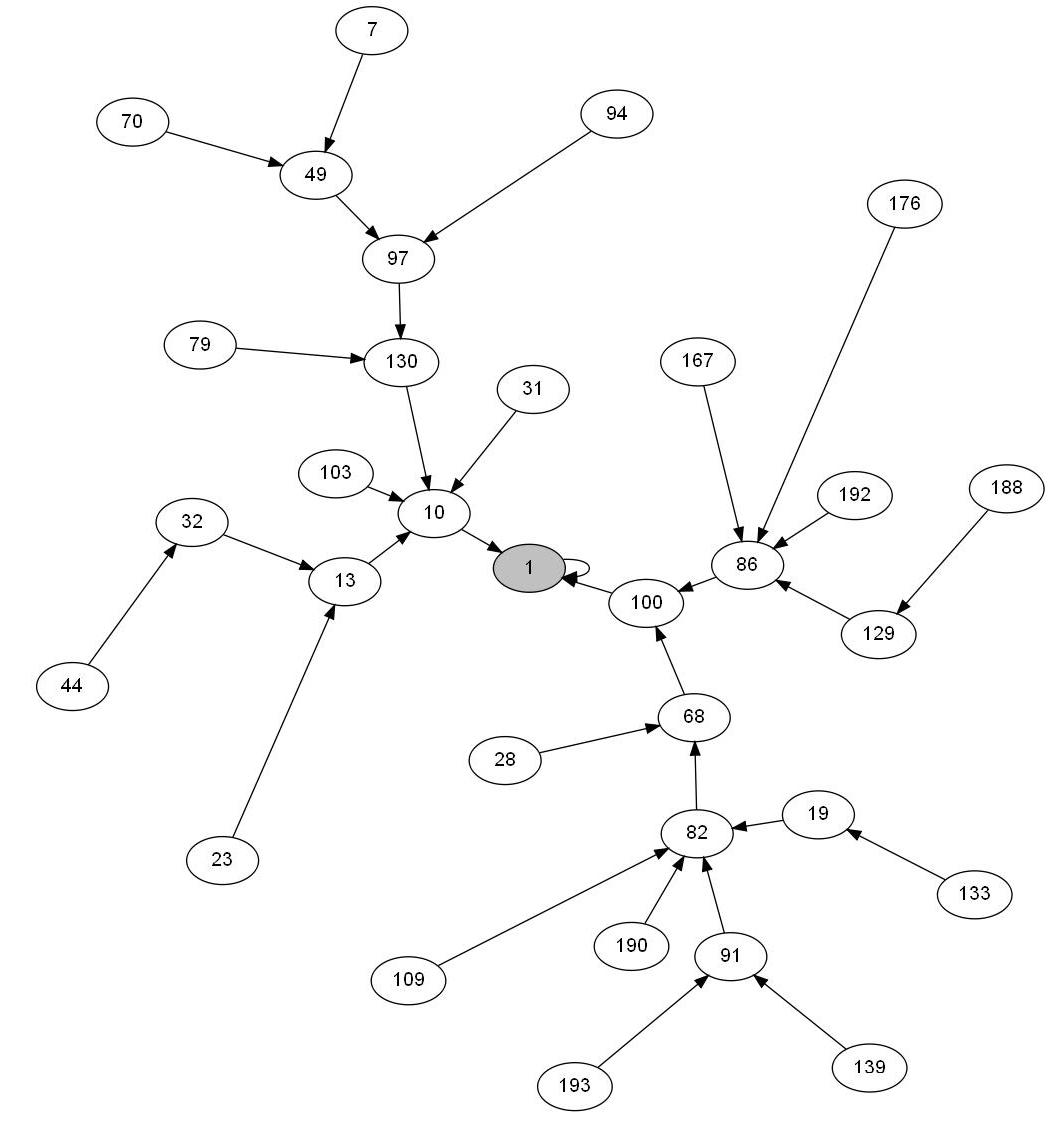
Graf šťastných čísel menších než 200

Šťastné číslo (anglicky happy number) je v matematice definováno následujícím způsobem: vezme se libovolné kladné celé číslo, nahradí se součtem druhých mocnin svých číslic a tento proces se opakuje, dokud se nedojde k číslu jedna (kde se proces zastaví) nebo dokud se v posloupnosti neobjeví některé číslo dvakrát (posloupnost se zacyklí). Ta čísla, která tímto způsobem skončí jedničkou, se nazývají šťastná, ostatní pak nešťastná.
Formálněji řečeno: mějme číslo {\displaystyle n=n_{0}} a definujme posloupnost {\displaystyle n_{1}}, {\displaystyle n_{2}}, ... kde {\displaystyle n_{i+1}} je součet druhých mocnin čísel vyjádřených číslicemi čísla {\displaystyle n_{i}}. Poté {\displaystyle n} je šťastné právě tehdy, když existuje i takové, že {\displaystyle n_{i}=1}.
Pokud je nějaké číslo šťastné, pak také všechny členy jemu příslušné posloupnosti jsou také šťastnými čísly.

## Příklad
Například 7 je šťastné číslo a přísluší mu tato posloupnost:
72 = 49
42 + 92 = 97
92 + 72 = 130
12 + 32 + 02 = 10
12 + 02 = 1
číslo 1663 je také šťastné číslo:
12 + 62 + 62 + 32 = 82
82 + 22 = 68
62 + 82 = 100
12 + 02 + 02 = 1
i číslo 13, obecně pokládané za nešťastné (například triskaidekafobiky), je dle této definice šťastné číslo:
12 + 32 = 10
12 + 02 = 1

## Chování posloupnosti
Když {\displaystyle n} není šťastné, pak se jeho posloupnost nedostane k 1. Namísto toho se zacyklí (například pro číslo 4):
4, 16, 37, 58, 89, 145, 42, 20, 4, ...
Pokud {\displaystyle n} má {\displaystyle m} číslic, poté součet druhých mocnin jimi vyjádřených čísel může být nejvýše {\displaystyle 81m} (to nastane, pokud jsou všechny číslice devítky).

Pro {\displaystyle m=4} a více je
{\displaystyle n\geq 10^{m-1}>81m}
tedy každé číslo větší než 1000 se definovaným postupem zmenšuje. V číslech menších než 1000 je číslo, jehož součet druhých mocnin jeho cifer je největší, 999, které dá výsledek 3 krát 81, což je 243.
- V rozmezí 100 až 243 největší hodnotu, a to 163, dává číslo 199.
- V rozmezí 100 až 163 největší hodnotu, a to 107, dává číslo 159.
- V rozmezí 100 až 107 největší hodnotu, a to 50, dává číslo 107.

U čísel v intervalech [244,999], [164,243], [108,163] a [100,107] je vidět, že každé číslo větší než 99 se tímto procesem rychle zmenšuje. Tedy bez ohledu na to, s kterým číslem se začne, nakonec vznikne číslo menší než 100. Každé číslo z intervalu [1,99] je buď šťastné nebo se zacyklí.

## Šťastná prvočísla
Šťastné prvočíslo je takové šťastné číslo, které je zároveň prvočíslem. Šťastná prvočísla menší než 500 jsou:
7, 13, 19, 23, 31, 79, 97, 103, 109, 139, 167, 193, 239, 263, 293, 313, 331, 367, 379, 383, 397, 409, 487 (Sekvence A035497 v OEIS).
Všechna čísla, a tedy i všechna prvočísla tvaru {\displaystyle 10^{n}+3} a {\displaystyle 10^{n}+9} pro n větší než 0 jsou šťastná. Je tomu tak proto, že:
- Všechna tato čísla mají nejméně 2 číslice.
- První číslicí je vždy 1.
- Poslední číslicí je vždy 3 nebo 9.
- Všechny další číslice jsou 0 (jejich druhá mocnina je taktéž 0, a tedy součet nijak neovlivní).
  - Posloupnost při přidání 3 je: 12 + 32 = 10 → 12 = 1
  - Posloupnost při přidání 9 je: 12 + 92 = 82 → 64 + 4 = 68 → 100 → 1

Palindromické prvočíslo 10150006 + 7426247×1075000 + 1, které má 150007 číslic, je taktéž šťastné číslo, neboť obsahuje mnoho nul, které součet neovlivňují a zbylá čísla dávají {\displaystyle 1^{2}+7^{2}+4^{2}+2^{2}+6^{2}+2^{2}+4^{2}+7^{2}+1^{2}=176}, což je šťastné číslo. Toto prvočíslo bylo objeveno Paulem Joblingem v roce 2005.

## Šťastná čísla v jiné než desítkové soustavě
Definice šťastných čísel je závislá na desítkové soustavě. Tuto definici lze rozšířit na ostatní číselné soustavy.
K vyznačení čísel v jiných soustavách je možné používat číslo v pravém dolním indexu, které představuje zvolenou soustavu. Například {\displaystyle 100_{2}} představuje číslo 4 ve dvojkové soustavě.
V každé číselné soustavě existují šťastná čísla. Například čísla
{\displaystyle 1_{b},10_{b},100_{b},1000_{b},...}
jsou šťastná pro jakoukoliv číselnou soustavu {\displaystyle b}.
Ze stejného důvodu jako výše se lze přesvědčit, že každé nešťastné číslo v číselné soustavě {\displaystyle b} vede k zacyklení v číslech menších než {\displaystyle 1000_{b}}. Využije se to, že když {\displaystyle n<1000_{b}}, pak součet druhých mocnin čísel vyjádřených číslicemi čísla {\displaystyle n} v soustavě {\displaystyle b} je menší nebo roven
{\displaystyle 3(b-1)^{2}}.
Lze dokázat, že tento výraz je vždy menší než {\displaystyle b^{3}=1000_{b}}. Z toho lze usoudit, že jakmile se posloupnost dostane do čísla menšího než {\displaystyle 1000_{b}}, zůstane v tomto rozmezí, a musí se tedy zacyklit (neboť čísel menších než {\displaystyle 1000_{b}} je jen konečně mnoho) či se dostat na 1.
Ve dvojkové soustavě jsou všechna čísla šťastná. Všechna čísla ve dvojkové soustavě menší než 10002 jsou totiž šťastná:
{\displaystyle 111_{2}\rightarrow 11_{2}\rightarrow 10_{2}\rightarrow 1}
{\displaystyle 110_{2}\rightarrow 10_{2}\rightarrow 1}
{\displaystyle 101_{2}\rightarrow 10_{2}\rightarrow 1}
{\displaystyle 100_{2}\rightarrow 1.}
Dvojková soustava je tedy šťastná číselná soustava. Další takovou soustavou je soustava čtyřková.